# قطعنامه ۷۴۹ شورای امنیت
قطعنامه ۷۴۹ شورای امنیت سازمان ملل متحد که در تاریخ ۰۷ آوریل ۱۹۹۲ تصویب شد، سندی بین‌المللی دربارهٔ جمهوری فدرال سوسیالیستی یوگسلاوی است. این قطعنامه طی نشست ۳۰۶۶ام با ۱۵ رای موافق، ۰ مخالف و ۰ ممتنع تصویب شد.
طی این قطعنامه، اعزام نیروهای حافظ صلح سازمان ملل متحد تصویب شد.